# George Balanchine
George Balanchine (numele original: în rusă Гео́ргий Мелито́нович Баланчива́дзе, transliterat: Gheorghi Melitonovici Balancivadze), (n. 9/22 ianuarie 1904, Sankt Petersburg, Imperiul Rus – d. 30 aprilie 1983, New York City, New York, SUA) a fost un dansator de balet și coregraf rus, co-fondator a școlii New York City Ballet unde a fost director artistic peste 35 ani. Enciclopedia  îl definește ca coregraf american de origine gruzină.

## Biografie
S-a născut pe 22 ianuarie 1904, într-o familie ruso-georgiană, în St Petersburg, Rusia. Tatăl său, Meliton Balanchivadze, a fost un îndrăgit compozitor georgian. Tânărul Balanchine a studiat pianul de la vârsta de 5 ani cu tatăl său. În 1913 el a fost admis în clasa de balet a Școlii de Balet Imperial din Sankt Petersburg. La vârsta de zece ani, a făcut debutul pe scenă în baletul imperial „Mariinsky” în rolul lui Cupidon în Frumoasa din pădurea adormită, balet de Ceaikovski. În 1921, Balanchine a absolvit școala, ca dansator de balet clasic. El a studiat, de asemenea, pianul și compozițiile la Conservatorul din Sankt Petersburg. Din 1921-1924 a fost dansator la Teatrul de Stat Academic de Operă și Balet, în Petrograd (Sankt Petersburg).
În 1924 a emigrat din Rusia, împreună cu prima sa soție, balerina Tamara Geva. În același an, a avut o audiție și a fost angajat ca dansator de impresarul Serghei Diaghilev pentru Ballets Russes. O accidentare la genunchi l-a obligat să renunțe la dans și Diaghilev l-a angajat în calitate de coregraf. Acest loc de muncă l-a făcut celebru pe Balanchine. Din 1924-1929, el a creat nouă piese de balet, precum și coregrafia unor producții mai mici. El a regizat spectacole de balet, cum ar fi „L'Enfant et les Sortileges” de Maurice Ravel, "Apollon Musagete" și „Le Chant du Rossignol” de Igor Stravinski, în care a introdus-o pe Alicia Markova, care pe atunci avea 14 ani.
Balanchine a emigrat în Statele Unite, la invitația lui Lincoln Kirstein, un cunoscător de dans al cărui vis a fost să înființeze o școală americană de balet și o companie echivalentă cu cele din Europa.
Primul rezultat al colaborării Balanchine-Kirstein a fost Școala Americană de balet, înființată la începutul anului 1934. Acesta a devenit mai târziu cunoscută sub numele de American Ballet Theatre ca teren propice pentru dezvoltarea „New York City Ballet”. Școala există și astăzi, antrenând dansatori pentru New York City Ballet și alte companii mari.
Baletul American a găsit cazare la Metropolitan Opera din New York. În timpul activității lui Balanchine acolo, din 1933 până în 1938, au fost scrise balete inovatoare pe muzica lui Igor Stravinsky. Baletul American a rămas timp de trei ani ca trupă de balet a Metropolitan Operei, ceea ce a dus la tensiuni, deoarece accentul a fost pus pe operă iar baletele de durată mai mare au fost rareori incluse în program. În 1938, Balanchine și dansatorii săi s-au separat de Met și trupa s-a desființat după câteva turnee scurte. Balanchine a lucrat la mai multe proiecte mai mici, inclusiv din nou împreună cu Stravinsky, la Zirkuspolka, o coregrafie pentru Ringling Brothers Circus.
În 1954, Balanchine a creat o versiune proprie a baletului Spărgătorul de nuci, în care a jucat rolul mimic al lui Drosselmeyer. De atunci, compania a interpretat baletul în fiecare an în New York, în timpul sezonului de Crăciun. Celelalte balete celebre ale sale create pentru companiile din New York includ Firebird, Allegro Brilliante, Agon (Igor Stravinski), The Seven Deadly Sins (balet cântat, muzica de Kurt Weill) și Episodes.
A urmat un scurt episod al reluării lucrărilor pentru Ballets Russes de Monte Carlo și apoi în 1946 înființarea Societății de balet, care a prezentat noile lucrări ale lui Balanchine la scară mică, ceea ce a permis companiei să se alăture instituției culturale New York City Center ca New York City Ballet. Balanchine a lucrat aici până la moartea sa în 1983 și a putut să prezinte lucrările sale unui public numeros. Munca sa extinsă și importanța sa pentru dezvoltarea dansului sunt recunoscute la nivel mondial. 
Mormântul lui Balanchine se află în cimitirul Oakland din Sag Harbor, pe Long Island.

### Abordarea artistica
Stilul lui Balanchine a fost descris ca neoclasic, o reacție la anti-clasicismul, (care s-aa transformat într-o teatralitate exagerata), care a fost stilul predominant în balet rusesc și european, atunci când el a început să danseze. Ca un coregraf, Balanchine, în general, nu a subliniat complotul în balete sale, preferând să lase "dansul sa fie vedeta showului", cum a spus odată intr-un interviu. Cu toate acestea, el da nastere la opere ca Agon la Liebeslieder Walzer, și de spectacole de balet, cum ar fi La Valse, Apollo, SimfoniaScotch, Sonnambula La, Harlequinade și Fiul Risipitor -, precum si la spectacole intregi ca Spargatorul de nuci, Visul unei nopți de vară, și Coppelia - unde integreaza si elemente de dans și narative.

### Originalitatea
În 1970, US News & World Report a încercat să rezume realizările lui Balanchine în următoarele cuvinte:
"Cel mai mare coregraf al timpului nostru, George Balanchine, este responsabil pentru fuziunea cu succes a conceptelor moderne, cu idei mai vechi de balet clasic. Balanchine a început formarea sa în Rusia, înainte de a veni în America în 1933.. Aici, formele de dans libere din SUA l-au stimulat să-și dezvolte noi tehnici de proiectare în dans și de prezentare, care au schimbat gândirea în lumea dansului. De multe ori lucrând cu muzica modernă, și cu teme simple, el a creat spectacole de balet, care sunt celebre pentru imaginația și originalitatea lor. Compania sa, New York City Ballet, este grupul de dans  lider al Statelor Unite și unul dintre cele mai mari companii din lume. O parte esențială a succesului grupului lui Balanchine a fost formarea de dansator, pe care el i-a supravegheat de la fondarea “School of American Ballet” din 1934. Balanchine ales pentru a modela talentul la nivel local, și el a spus că structura de bază a unui dansator american e responsabilitatea pentru a inspira o parte din liniile frapante ale compoziției sale. Balanchine nu este doar talentat în crearea de producții cu totul noi - coregrafia lui pentru lucrari clasice a fost la fel - proaspăt și inventiv. El a făcut dansul american cel mai avansat și mai bogat în dezvoltarea coregrafica din lumea de azi "..
Balanchine a preferat intotdeauna sa se numească un meșteșugar, mai degrabă decât un creator, față de el însuși un bucătar sau un tâmplar (ambele de hobby-urile sale), și a avut o reputație în întreaga lume de dans pentru modul calm și colectate în care a lucrat cu dansatori si colegii săi.

## Activitate

### Pentru „Ballets Russes” (Serghei Diaghilev)
- Le Chant du Rossignol (The Song of the Nightingale) (1925)
- Jack in the Box (1926)
- Pastorale (1926)
- Barabau (1926)
- La Chatte (1927)
- Le Triomphe de Neptune (1927)
- Apollo (1928)
- The Prodigal Son (1929)
- Le Bal (1929)

### Pentru baletul rusesc „Ballets Russes” (Monte Carlo)
- Cotillon (1932)
- Concurrence (1932)
- Balustrade (1941)
- Danses Concertantes (1944 și 1972)
- La Sonnambula (1946)

### Pentru „Less Ballets”
- The Seven Deadly Sins (1933)
- Errante (1933)
- Les Songes (1933)
- Fastes (1933)

### Pentru baletul american
- Alma Mater (1934)
- Les Songes (Dreams) (1934)
- Mozartiana (1934)
- Serenade (1935)
- Errante (1935)
- Reminiscence (1935)
- Jeu de cartes (Card Game or The Card Party) (1937)
- Le Baiser de la Fée (titlu original: The Fairy's Kiss) (1937)

### Pentru Broadway
- Ziegfeld Follies of 1936
- On Your Toes (1936)
- Babes in Arms (1937), de Rodgers și Hart
- I Married an Angel (1938), de Rodgers și Hart; cu Vera Zorina
- The Boys from Syracuse (1938), de Rodgers și Hart
- Great Lady (1938), muzica de Frederick Loewe
- Keep Off the Grass (1940)
- Lousiana Purchase (1940)
- Cabin in the Sky (1940)
- The Lady Comes Across (1942), de Duke și Latouche;
- Rosalinda (1942)
- The Merry Widow (1943)
- What's Up? (1943)
- Dream with Music (1944)
- Song of Norway (1944)
- Mr. Strauss Goes to Boston (1945)
- The Chocolate Soldier (1947)
- Where's Charley?
- Courtin' Time (1951)
- House of Flowers (1954)

### Pentru „Hollywood”
- The Goldwyn Follies (1938),
- On Your Toes (1939)
- I Was an Adventuress (1940)
- Star Spangled Rhythm (1942)
- Follow the Boys (1944), cu Vera Zorina și George Raft

### Pentru baletul din New York „New York City Ballet”
- La Sonnambula (1946)
- Bourrée Fantasque (1949)
- The Firebird (1949)
- Sylvia Pas De Deux (1950)
- Swan Lake (after Lev Ivanov) (1951)
- Valsul (La Valse, 1951)
- Harlequinade Pas De Deux (1952)
- Metamorphoses (1952)
- Scotch Symphony (1952)
- Valse Fantaisie (1953/1967)
- The Nutcracker (1954)
- Ivesiana (1954)
- Western Symphony (1954)
- Glinka Pas De Trois (1955)
- Pas De Dix (1955)
- Divertimento No. 15 (1956)
- Allegro Brillante (1956)
- Agon (1957)
- Square Dance (1957)
- Gounod Symphony (1958)
- Stars and Stripes (a ballet in 5 „campaigns")' (1958)
- Episodes (1959)
- Tschaikovsky Pas de Deux (1960)
- Monumentum pro Gesualdo (1960)
- Donizetti Variations (1960)
- Liebeslieder Walzer (1960)
- Raymonda Variations (1961)
- A Midsummer Night's Dream (1962)
- Bugaku (1963)
- Meditation (1963)
- Movements for Piano and Orchestra (1963)
- Harlequinade (1965)
- Brahms-Schoenberg Quartet (1966)
- Jewels (1967)
- Emeralds
- Rubies
- Diamonds
- La Source (1968)
- Who Cares (1970)
- Tschaikovsky Suite No. 3 (1970)
- Stravinsky Festival (1972)
- Pulcinella (cu Jerome Robbins)
- Stravinsky Violin Concerto
- Symphony in Three Movements
- Duo Concertant
- Lost Sonata
- Divertimento from „Le Baiser de la fée"
- Choral Variations on Bach's „Vom Himmel Hoch"
- Danses Concertantes
- Scherzo Á La Russe
- Cortège Hongrois (1973)
- Coppélia (1974)
- Variations pour une porte et un soupir (1974)
- Ravel Festival (1975)
- Sonatine
- Tzigane
- Le tombeau de Couperin
- Pavane
- Șeherezada
- Gaspard de la Nuit
- Rapsodie Espagnole
- The Steadfast Tin Soldier (1975)
- Chaconne (1976)
- Union Jack (1976)
- Vienna Waltzes (1977)
- Ballo della Regina (1978)
- Kammermusik No. 2 (1978)
- Robert Schumann's Davidsbündlertänze (1980)
- Walpurgisnacht Ballet (1980)
- Ceaikovski Festival (1981)
- Stravinski Centennial Celebration (1982)